# Chiesa di San Giorgio in Vado
La chiesa di san Giorgio in Vado è un edificio religioso, situato a Rualis, frazione di Cividale del Friuli, posto in prossimità di un antico vado (guado) del fiume Natisone. Annesso alla chiesa un tempo vi era un complesso monastico.

## Storia
La chiesa fa parte dell'antico monastero posto a sud-ovest dell'urbano di Cividale dedicato a san Giorgio presente già dal XIII secolo.  Il monastero era posizionato in prossimità del guado di attraversamento del fiume Natisone, all'esterno delle mura cittadine. L'intitolazione della chiesa a san Giorgio nasce dal significato tradotto del greco di Giorgio: Gheorghios colui che lavora la terra, e Vado da guado. Il monastero dal 1247, ospitava le monache osservanti l'Ordine di Sant'Agostino venendo poi soppresso nel 1432. le monache avevano acquistato un mulino, necessario per le attività produttive del monastero,  che dovette essere soppresso per gravi motivi disciplinari.
Fu successivamente occupato dai frati Minori Osservanti fino al 1769, quando i locali furono venduti perché diventassero abitazioni private.
A testimonianza di questa storia secolare resta la chiesa conventuale, e poche parti del monastero suddiviso in diverse proprietà private, e un'azienda agricola. L'antica parte del chiostro è parzialmente visibile pur mancante del lato ovest. La chiesa, che è la parte meglio conservata, presenta affreschi risalenti fin dalla sua fondazione.

## Interno
La chiesa a unica navata, conserva opere di particolare rilievo artistico.

### Gli affreschi

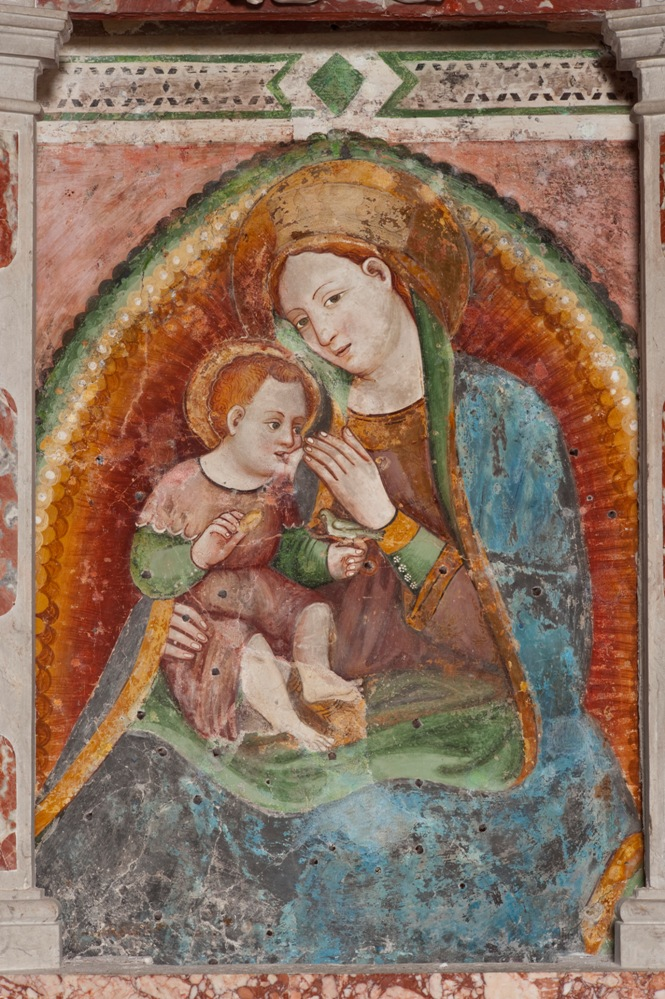
Chiesa di San Giorgio in Vado - Cividale del Friuli Madonna dell'Umiltà (affresco)

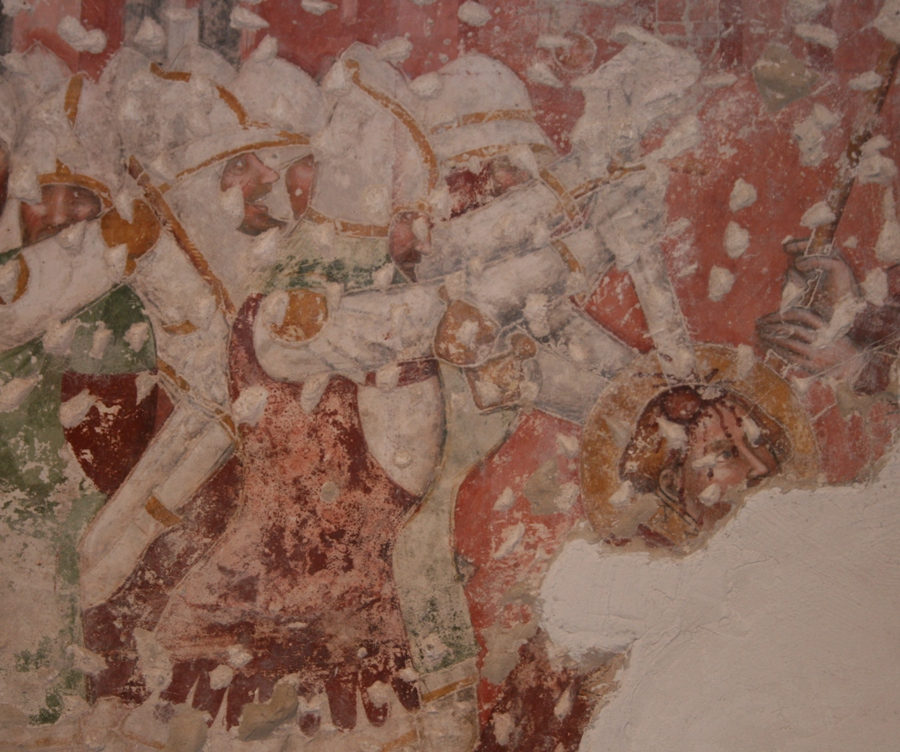
Chiesa di san Giorgio in Vado - Cividale del FriuliMartirio di san Thomas Beckett (affresco)

L'aula della chiesa si presenta a navata unica con il tetto a capanna, il presbiterio e una cappella laterale, e conserva un ciclo di affreschi databili dal XIII secolo, tempo della sua edificazione, fino al XVIII secolo quando il monastero fu soppresso. Tra questi di particolare interesse è il Martirio di san Thomas Becket risalente al XIV secolo di derivazione vitalesca. Sempre del medesimo periodo sono quelli raffiguranti lAnnunciazione e san Giorgio col drago piuttosto ammalorato, la Trinità di cui rimane visibile solo il volto di Dio padre,  l' Assunta in cielo, Madonna in trono con Bambino e santi realizzati da quello che viene chiamato “Secondo Maestro di Rualis”
All'interno dell'altare risalente al XVII secolo è possibile ammirare l'affresco del XV secolo della Madonna dell'Umiltà o Madonna del latte. Mentre il dipinto più antico è il dipinto Dormitio Virginis, posto sotto l'affresco del martirio di Thomas Becket. Il dipinto eucharisticher Schmerzensmann (Cristo eucaristico) è una rara raffigurazione d'ambito tedesco, sicuramente molto antico, sicuramente il più antico presente in terra friulana.
Vicino alla chiesa sono ancora visitabili i locali dell'oratorio con al'affresco dellUltima cena risalente al XIII secolo, e le Storie di Cristo di epoca successiva. Sempre del Trecento sono invece i dipinti raffiguranti san Giorgio e la principessae la Crocifissione presenti sulla facciata e riscoperti nei restauri del 2005, ritenuti tra i più antichi del territorio.